# Cometes morrisi
Cometes morrisi är en skalbaggsart som beskrevs av Hovore och Santos-silva 2007. Cometes morrisi ingår i släktet Cometes och familjen långhorningar.
Artens utbredningsområde är Costa Rica. Inga underarter finns listade i Catalogue of Life.